# Robin Croker
Robin Croker (* 10. Mai 1954 in Melbourne) ist ein ehemaliger britisch-australischer Radrennfahrer und nationaler Meister im Radsport.

## Sportliche Laufbahn
Croker war Bahnradsportler. Er ist britischer und durch seine Geburt in Melbourne auch australischer Staatsbürger. Er war Teilnehmer der Olympischen Sommerspiele 1976 in Montreal für das Vereinigte Königreich. In der Mannschaftsverfolgung gewann das britische Team mit Ian Banbury, Michael Bennett, Robin Croker und Ian Hallam die Bronzemedaille. Im Finale um den 3. Platz schlug dieser Vierer das Team aus der DDR.
Da er auch einen australischen Pass besaß, konnte er 1974 für Australien bei den Commonwealth Games an den Start gehen. Bei den Meisterschaften im Bahnradsport in Australien gewann er 1975 in der Einerverfolgung die Silbermedaille hinter Gary Sutton. Bei den Meisterschaften in Großbritannien holte er 1976 den Titel in der Mannschaftsverfolgung. 1977 wurde er bei den Profis Vize-Meister in der Einerverfolgung.
Im Straßenradsport kam er 1974 in der Tour de Nouvelle-Calédonie hinter Gary Sutton auf den 2. Platz.
Von 1977 bis 1982 fuhr er als Berufsfahrer in britischen Radsportteams. Er gewann einige Kriterien und Bahnrennen, konnte aber keine größeren Erfolge verzeichnen.